# Liquid Entertainment
Liquid Entertainment là một nhà phát triển video game độc lập nhỏ của Mỹ có trụ sở tại Pasadena, California. Studio được đồng sáng lập vào năm 1999 bởi Ed Del Castillo và Michael Grayford, dưới sự dẫn dắt của chủ tịch Del Castillo và Giám đốc điều hành Holly Newman.

## Tổng quan
Tựa game đầu tiên của Liquid là Battle Realms, do Crave Entertainment và Ubisoft phát hành vào tháng 11 năm 2001 nhận được nhiều lời khen ngợi. Battle Realms là một trò chơi máy tính thuộc thể loại chiến lược thời gian thực dành cho Windows có tính năng một cách tiếp cận độc đáo về quản lý tài nguyên và phát triển đơn vị. Game được giới phê bình đón nhận nồng nhiệt, nhiều người ca ngợi trạng thái thời gian như thực của kiểu nghệ thuật 3D engine cùng bối cảnh và mỹ quan đậm chất Đông Á nhưng doanh thu lại đáng thất vọng. Nó được Viện Hàn lâm Nghệ thuật & Khoa học tương tác đề cử là tựa game chiến lược PC hay nhất của năm 2002, nhưng không giành chiến thắng và được bầu chọn cho giải Computer Gaming World's Top 10 Games tại kỳ E3 2001. Theo sau Battle Realms là một bản mở rộng độc lập tên gọi Battle Realms: Winter of the Wolf ra mắt vào tháng 4 năm 2002. Winter of the Wolf chỉ được cộng đồng game thủ đón nhận kém nhiệt tình hơn so với người tiền nhiệm Battle Realms; một số nhận xét so sánh nó không thuận lợi cho tựa game bom tấn chiến lược thời gian thực năm 2002 mang tên Warcraft III và Age of Mythology.
Kể từ khi phát hành Winter of the Wolf, Liquid đã phát triển hai game PC chiến lược thời gian thực dựa trên giấy phép sở hữu trí tuệ: vào tháng 11 năm 2003, Sierra phát hành The Lord of the Rings: War of the Ring, dựa trên giấy phép bản quyền của Vivendi Universal về các tác phẩm văn học của Tolkien, và vào tháng 10 năm 2005, Atari cho phát hành tựa game PC theo kiểu Dungeons & Dragons là Dragonshard. Dragonshard có kể từ khi được phát hành lại trên GOG.com.
Vào tháng 10 năm 2006, Buena Vista Games cho phát hành Desperate Housewives: The Game, một game mô phỏng đời sống phỏng theo loạt phim truyền hình Desperate Housewives khá nổi tiếng. Desperate Housewives: The Game đã giành được giải PC Gamer Adventure Game of the Year của năm 2007. Nhiều người nhận xét ca ngợi nó như là một ấn phẩm trung thực và có kịch bản khá của loạt phim truyền hình dù không được tốt về mặt thương mại.
Tựa game tiếp theo của Liquid là Rise of the Argonauts được phát hành vào tháng 12 năm 2008 và được xuất bản bởi Codemasters, là một game thuộc thể loại hành động nhập vai lấy bối cảnh thần thoại Hy Lạp cho Windows, PlayStation 3 và Xbox 360 được đón nhận một cách tệ hại cũng do các vấn đề kỹ thuật, chỉ đạo nghệ thuật phái sinh và lối chơi lặp đi lặp lại. Năm 2011 Sega phát hành tựa game console thứ hai của Liquid cho Xbox 360 và PS3 là Thor: God of Thunder trùng hợp với ngày phát hành bộ phim Thor của Marvel Studios vào tháng 5 năm 2011.
Liquid còn phát hành ba casual game cho Facebook gồm InstantJam, một trò chơi thuộc thể loại nhịp điệu âm nhạc trên Facebook, Deadline Hollywood: Game dựa trên blog tin tức Hollywood nổi tiếng Deadline.com của Nikki Finke và Paramount Digital Entertainment cho Facebook và iOS, cùng game thứ ba Dungeons & Dragons: Heroes of Neverwinter thuộc thể loại chiến lược theo lượt được xuất bản bởi Atari trên Facebook.

## Game đã phát triển
- Battle Realms (2001), phát hành bởi Crave Entertainment và Ubisoft
- Battle Realms: Winter of the Wolf (2002), phát hành bởi Crave Entertainment và Ubisoft
- The Lord of the Rings: War of the Ring (2003), phát hành bởi Sierra Entertainment
- Dungeons & Dragons: Dragonshard (2005), phát hành bởi Atari
- Desperate Housewives: The Game (2006), phát hành bởi Buena Vista Games
- Rise of the Argonauts (2008), phát hành bởi Codemasters
- Thor: God of Thunder (2011), phát hành bởi Sega
- Deadline Hollywood: The Game (2012), phát hành bởi Paramount Digital Entertainment
- Dungeons and Dragons: Heroes of Neverwinter (2012), phát hành bởi Atari
- Karateka (2012), phát hành bởi D3 Publisher
- Paper Galaxy (2012), phát hành bởi Liquid Entertainment
- Battle Realms 2: Lair of the Lotus (2014)